# Jeg Fyrer Hit Efter Hit Af
Jeg Fyrer Hit Efter Hit Af er det andet studiealbum fra den satiriske musikduo Je m'appelle Mads fra 2005. Albummet modtog fire ud af seks stjerner i musikmagasinet GAFFA.

## Spor
1. "Hvis Du Vil Ha Et Hit" - 3:09
2. "Danmark" - 2:42
3. "Der Er 13 Piger" - 2:58
4. "Den Store Forskel" - 2:58
5. "Til Fest Med De Kendte" - 2:09
6. "Klip Klip Klip" - 2:57
7. "Snakker Og Taler" - 2:21
8. "Vi Kommer Sammen" - 3:02
9. "Vi Kommer Stadig Sammen" - 0:44
10. "Amerika" - 2:23
11. "Ups Den Sved" - 2:44
12. "Hittet Om Kroppen" - 2:42